# Ángel Hernández Zulueta
Ángel Dariel Hernández Zulueta (geboren am 4. Februar 1995 in Matanzas) ist ein aus Kuba stammender Handballspieler. Neben der kubanischen besitzt er auch die portugiesische Staatsangehörigkeit.

## Vereinskarriere
Der 1,92 Meter große rechte Rückraumspieler war bis 2015 in seiner Heimatstadt Matanzas in Kuba aktiv. Er wechselte zur Spielzeit 2015/16 im Rahmen eines Vertrages der kubanischen Handballföderation mit dem FC Porto nach Portugal und wurde dann vom FC Porto zunächst ausgeliehen an ADA Maia Ismai, mit dem er in der höchsten Spielklasse, der Andebol 1, spielte. Für das Team aus Maia warf Ángel Hernández Zulueta in der Spielzeit 2016/17 in 38 Spielen 249 Tore. Ab 2017 war er für den FC Porto aktiv, teils in dessen zweiter Mannschaft, aber auch schon in der ersten Mannschaft, die ebenfalls in der Andebol 1 spielte. Nach der Spielzeit 2019/20 in Portugal wurde er vom FC Porto, mit dem er einen Vertrag bis 2025 hatte, an al-Duhail SC in Katar ausgeliehen. Dort spielte Ángel Hernández Zulueta eine Saison, bevor er zur Spielzeit 2021/22 nach Kuwait wechselte und dort beim al Kuwait SC in der ersten Liga aktiv ist. Mit dem al Kuwait SC nahm er am IHF Super Globe 2022 teil.

## Erfolge
Ángel Hernández Zulueta gewann in der Saison 2018/19 mit dem FC Porto sowohl die portugiesische Meisterschaft in der Andebol 1 als auch den Pokalwettbewerb Taça de Portugal und die Supertaça Portuguesa, den Supercup des portugiesischen Vereinshandballs. Mit al-Duhail gewann er in der Saison 2020/21 die katarische Meisterschaft. Mit dem al Kuwait SC gewann er 2022 die kuwaitische Meisterschaft, den kuwaitischen Pokal und die asiatische Champions League.

## Auswahlmannschaften
Mit der kubanischen Nationalmannschaft nahm Hernández an den Panamerikanischen Spielen 2015 teil, wo Kuba den sechsten Platz bei acht Teilnehmern belegte. Der Linkshänder wurde mit 43 Treffern zweitbester Torschütze des Wettbewerbs.
Mit der portugiesischen Nationalmannschaft nahm Hernández an der Europameisterschaft 2022 teil, bei der in drei Partien ohne Treffer blieb und mit Portugal den 19. Platz belegte. Für Portugal bestritt er bisher mindestens 6 Länderspiele, in denen er vier Treffer erzielte.